# Тауха (Саксония-Анхальт)
Тауха (нем. Taucha) — община в Германии, в земле Саксония-Анхальт, входит в район Бургенланд в составе городского округа Хоэнмёльзен.
Население составляет 615 человек (на 31 декабря 2008 года). Занимает площадь 5,27 км².

## История
Первое упоминание о поселении встречается в документах Генриха II, и относится к 1004 году.
1 января 2010 года, после проведённых реформ, коммуны Тауха и Граншюц вошли в состав городского округа Хоэнмёльзен.

## Галерея

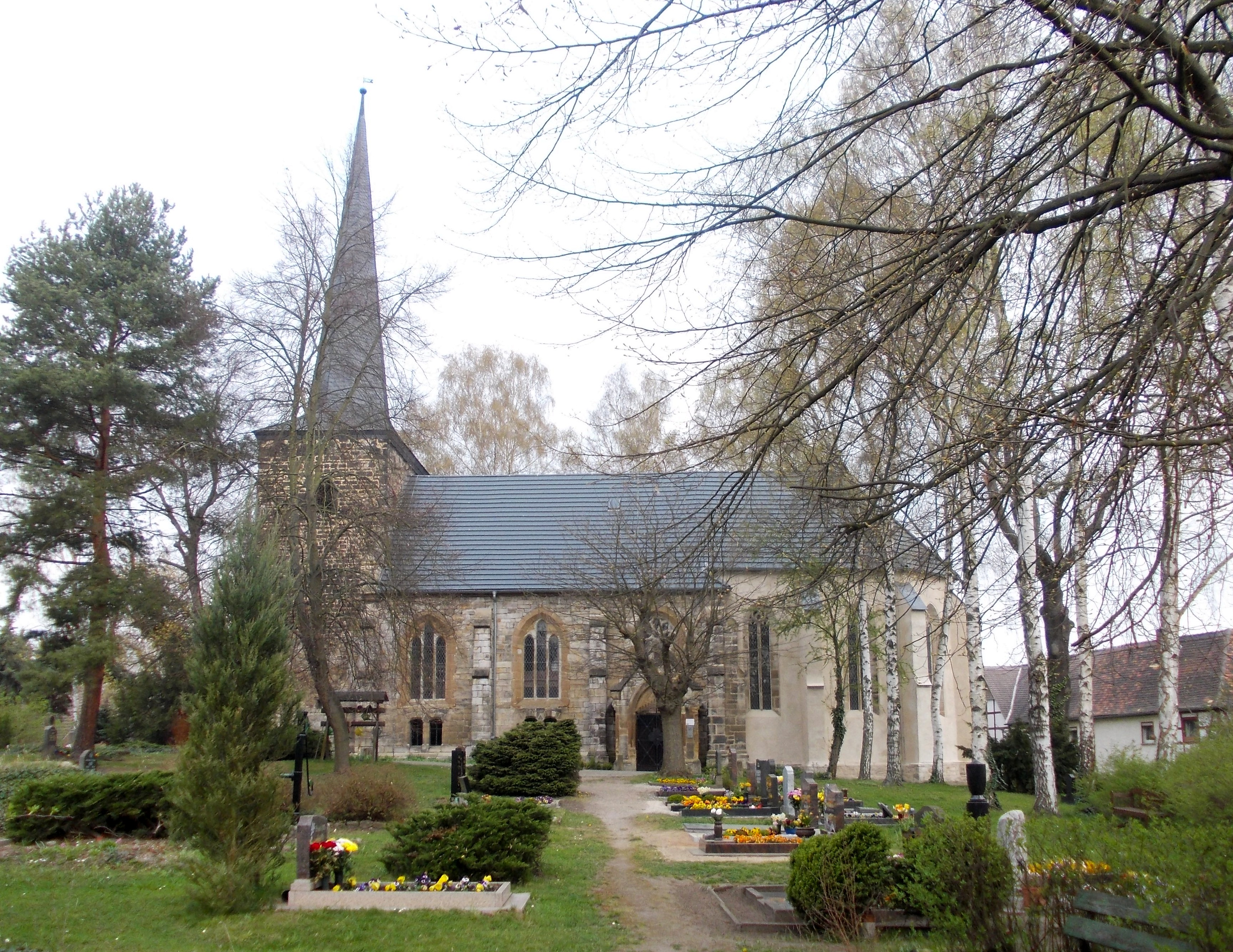
Церковь Таухи
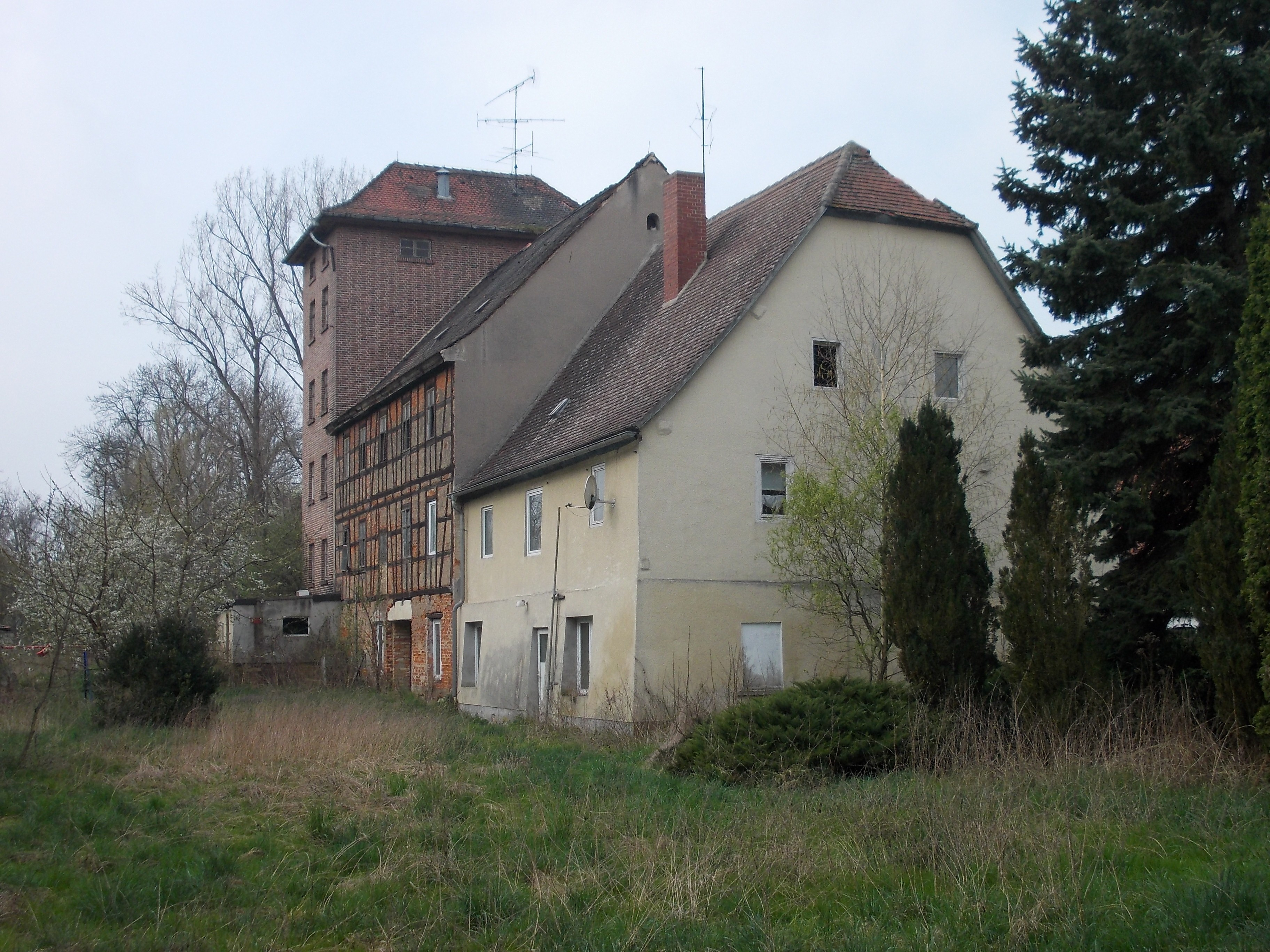
Старая мукомольня
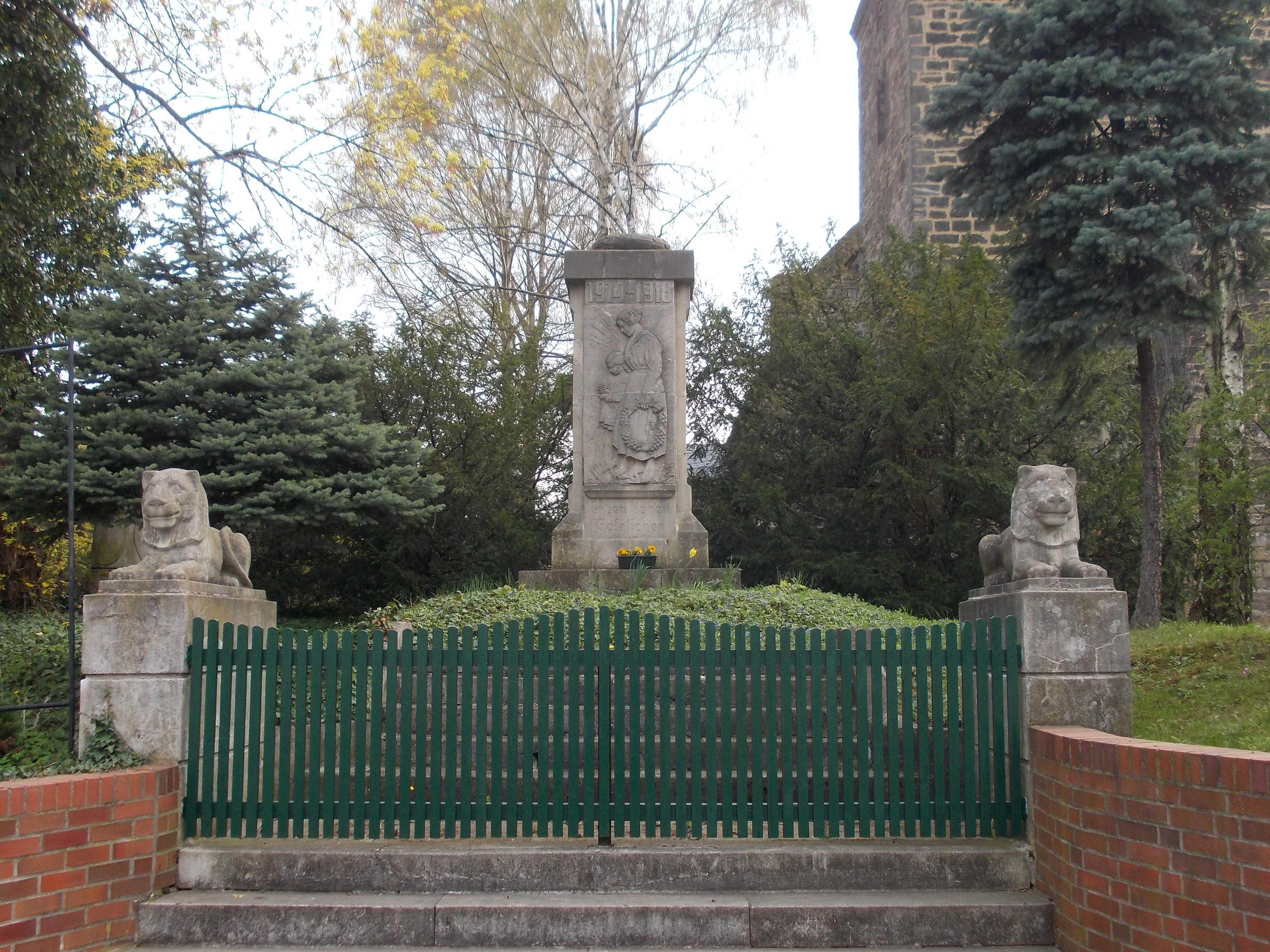
Мемориал памяти
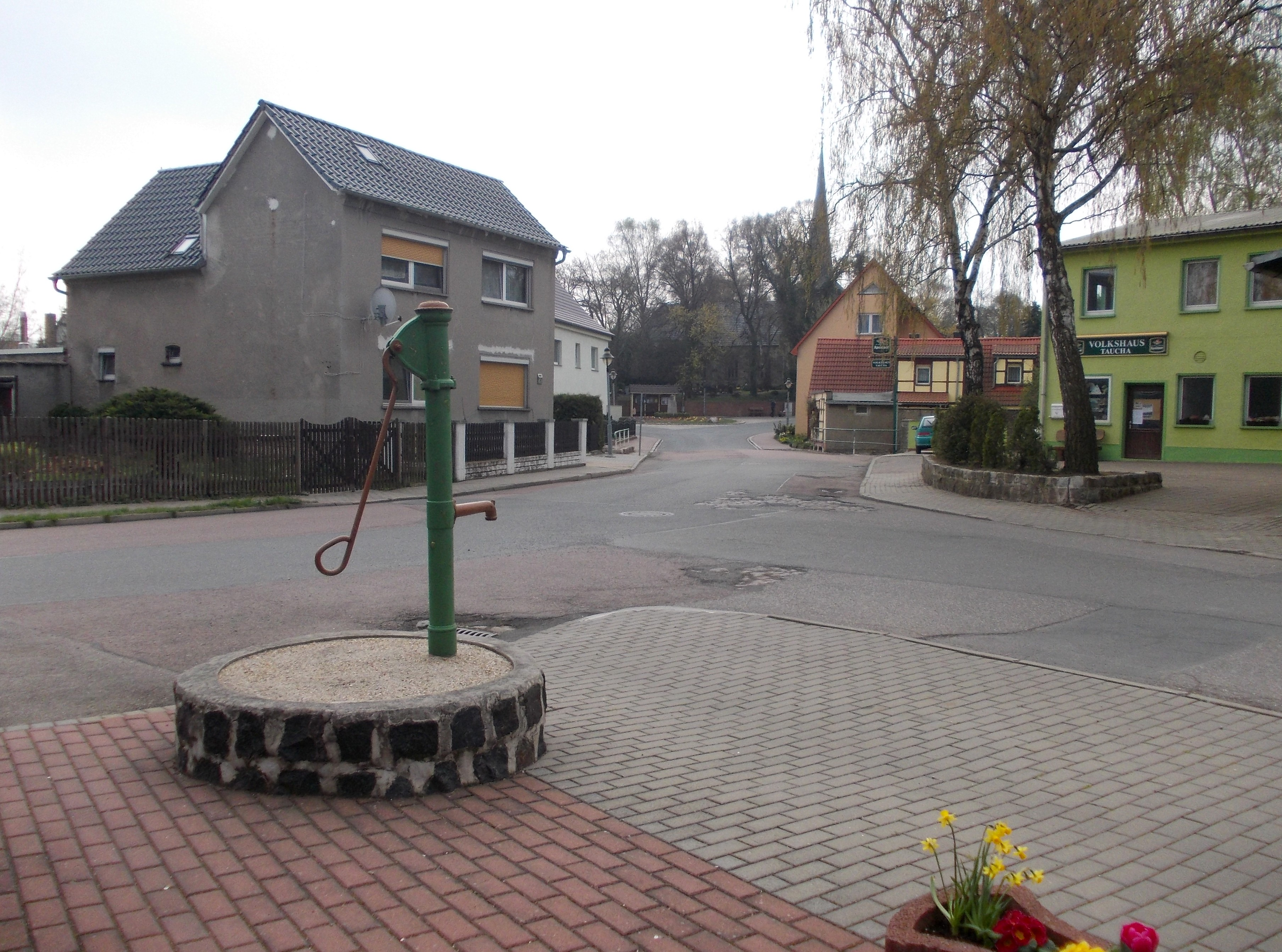
Колонка на площади